# Smith Gun
Die Smith Gun, auch „3 in. O.S.B.“ (Ordnance Smoothbore Gun) genannt, war eine Panzerabwehrwaffe, die während des Zweiten Weltkrieges ab 1940 im Rahmen eines Rüstungsnotprogramms für die britische Home Guard produziert und an deren Einheiten ausgegeben wurde, aber nie in einem Gefecht zum Einsatz kam.

## Entwicklung
Die Smith Gun wurde 1940 von einem gleichnamigen Entwickler der Firma Trianco Engineering entworfen und später dem Staat zum Kauf angeboten.

## Aufbau und Einsatz

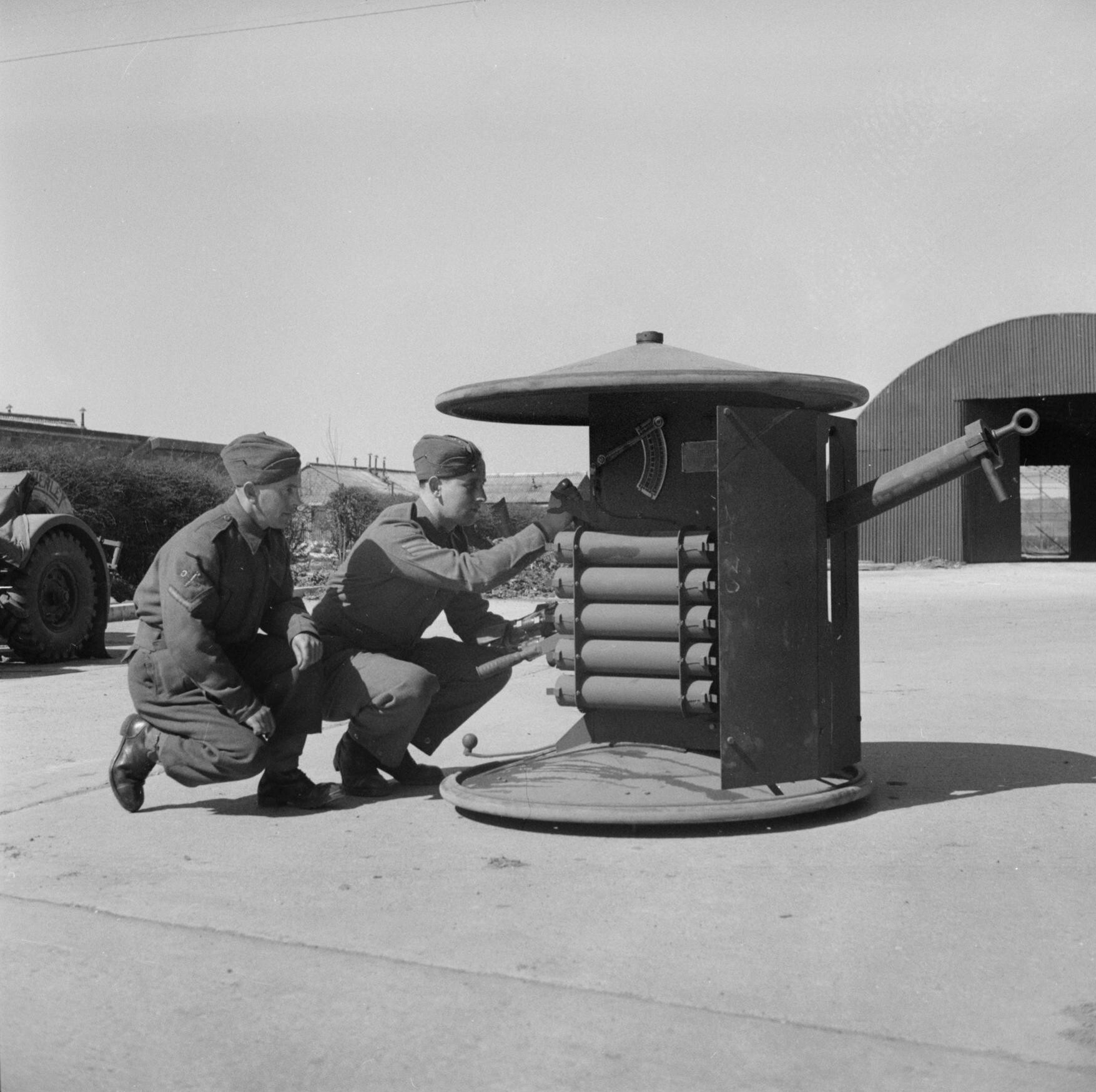
Smith Gun in Feuerstellung

Die Waffe bestand aus zwei übergroßen Stahlrädern, zwischen denen ein Schutzschild, Munitionshalterungen und ein Abschussrohr montiert waren. Die Räder waren unterschiedlich ausgeführt: die Außenseite des einen war flach, die des anderen gewölbt gefertigt.
Die Smith Gun und ein ähnlich konstruierter Munitionsanhänger konnten von einem Fahrzeug oder von der Mannschaft zum Einsatzort gezogen werden. Beim motorisierten Schleppen hing der Munitionsanhänger am Schleppfahrzeug, während die Kanone selbst über eine Halterung an der Mündung des Geschützrohres am Munitionsanhänger befestigt war.
Beim Erreichen des Einsatzortes kippte die Mannschaft die 273 kg schwere Waffe um 90°, so dass das Rad mit der flachen Außenseite zur Bodenplatte wurde. Die Waffe konnte dann ohne Hilfsmittel um 360° entlang der Achse des Rades gedreht werden.
Das 137 cm lange Geschützrohr selbst war etwa in der Mitte zwischen den Rädern angebracht. Es war eine preiswerte Glattrohr-Konstruktion, um standardisierte 7,62-cm-(3-inch)- Granaten verschießen zu können, die als Sprenggranate und als Hohlladungsgeschoss zur Verfügung standen. Da die Smith Gun auf ihrer schmalen Bodenplatte nur wenig Rückstoß auffangen konnte, musste eine schwache Treibladung verwendet werden, und die Geschosse flogen entsprechend langsam. Um trotzdem eine akzeptable Reichweite erzielen zu können, konnte das Rohr auf bis zu 40° nach oben gerichtet werden und die Granaten konnten so Ziele in bis zu 500 Metern Entfernung treffen. Die maximale Reichweite lag bei etwa 800 Metern. Genau treffen ließ sich jedoch nur bis etwa 100 oder 200 Meter Entfernung. Die Durchschlagsleistung mit der Hohlladungsgranate wird mit bis zu 80 mm Panzerstahl angegeben. Gegen schwerere Panzertypen der Wehrmacht, die im späteren Kriegsverlauf aufkamen, wurde die Waffe jedoch als wenig wirksam eingeschätzt.
Etwa 4.000 Stück der Smith Gun wurden gebaut. Wegen einiger Unfälle mit der Munition hatte sie bei der Royal Air Force, die einige der Waffen zur Sicherung von Flugfeldern erhalten hatte, einen schlechten Ruf, wurde aber bei manchen Einheiten der Home Guard geschätzt.
Die Waffe wurde nie in einem Kampfeinsatz benutzt und 1945 ausgemustert.